# Nembro
Nembro est une commune italienne de la province de Bergame, dans la région Lombardie.

## Administration
| Période                                  | Période | Identité | Étiquette | Qualité |
| ---------------------------------------- | ------- | -------- | --------- | ------- |
|                                          |         |          |           |         |
| Les données manquantes sont à compléter. |         |          |           |         |

### Hameaux
Gavarno, Gavarno Sant'Antonio, Trevasco, Lonno, Salmezza, San Nicola, San Faustino, Viana

### Communes limitrophes
Albino, Algua, Alzano Lombardo, Pradalunga, Scanzorosciate, Selvino, Villa di Serio, Zogno